# Gossypium robinsonii
Gossypium robinsonii là một loài thực vật có hoa trong họ Cẩm quỳ. Loài này được F.Muell. mô tả khoa học đầu tiên năm 1875.